# Državna cesta D218
D218 je državna cesta u Hrvatskoj. Ukupna duljina iznosi 52,02 km.